# Стефані Хемелрік Дональд
Стефані Хемелрік Доналд (Stephanie  Hemelrik  Donald)  – доктор наук, професор. 
Працює в сфері австралійської вищої освіти з 1997 року.
Закінчила Оксфордський університет у 1983 році, в 1997 здобула ступінь доктора наук в Університеті Сассекса. Про себе каже: "Університетський академік з науковими інтересами в кіно, Китаї, міських культурах, порівняльних дослідженнях у Китаї / Європі / Австралії та дитинстві"  Нині д-р Стефані Хемелрік Дональд - директор Інституту міжнародних досліджень Технологічного університету, Сідней, Австралія.

## Кваліфікація
1997	DPhil (PhD), ЗМІ, Університет Сассекса . Дисертація: "Кіно і цивілізація в Китаї після Мао" (керівники: Крейг Кланас і Роджер Сільверстоун, екзаменатори: Вільям Ехвайте, Стефан Фейхтванг, Джинетт Віндендо)
1992	MA, з відзнакою, культурою та суспільством в сучасній Європі, Саутгемптонський університет . Дисертація на тему: "Насильство, жінки та право: дослідження абортів та домашнього насильства в сучасній Франції" (керівники: Білл Брукс, Еріка Картер та Алан Банс)
1986	Диплом, драматична студія, Лондон.
1983	Ступінь бакалавра (з відзнакою): Східні студії: китайська, коледж Брасеноза, Оксфордський університет .
Дослідження Стефані Хемелрік Доналд присвячено переважно кінематографу, медіа та навчанню дітей в Азіатсько-Тихоокеанському регіоні.
Обіймає посаду декана Школи медіакомунікації Університету  RMIT, Мельбурн.
Неодноразова учасниця багатьох нацыональних і міжнародних конференцій з медіакультури.

## Наукові інтереси
- Кіно, медіа та політика візуальної культури в Китаї [2]
- дитячі медіа та соціалізація
- суспільство та візуальна культура в Азіатсько-Тихоокеанському регіоні
- гендер, клас та культурні зміни в Китаї та Австралії
- -брендинг та містобудування на Тихоокеанському регіоні
- космополітизм і стан мігрантів.

Виступає як рецензент для видавців Routledge-Curzon і Rowman and Littlefield, Університетської преси Дюка, Преси університету Гонконгу, преси Принстонського університету та Палгрейва, а також для низки журналів.

## Сучасні дослідницькі зв'язки
- Політика Китаю , організація, яка "надає гострий аналіз і експертне керівництво сучасним Китаєм".
- Дослідження ринків спільноти , проект, який "спрямований на вивчення потенціалу ринків соціальної та афективної зв'язку, для створення місця, регенерації міст, економічних інновацій та екологічної стійкості".
- Проект Дороті: міграція та мобільність: питання дитинства в китайському та європейському кінематографі з 1945 року , проект АРК, що фінансує порівняльний звіт про мігранта та мобільну дитину у післявоєнному фільмі, досліджений у Китаї та Європі. [3]
- Плакати культурної революції: сучасні китайські перспективи на епоху пропаганди , фінансований АРК проект "про пам'ять і втрату в ринково-орієнтованій державній системі і про те, як сучасні засоби масової інформації розгортають революційні образи і ностальгію".
- Дитинство та нація у світовому кіно: кордони та зустрічі З 1980 року міжнародний, спільний дослідницький проект, що фінансується Leverhulme Trust. Проект має на меті допитати, наскільки далеко дитина у сучасному кіно перевершує, ігнорує, суперечить або глибоко закладена в концепцію національності.[4]

## Вибрані праці С.Х.Доналд
- Donald  S.H.,  Keane,  M.  and  Hong,  Y.  (eds.)  (2002). Media  in  China:  Consumption,  Content, and Crisis, London: Routledge-Curzon.
- Donald,  S.H.  (2000).  Public  Secrets, Public  Spaces:  Cinema  and  Civility  in  China,  Lanham: Rowman and Littlefield.
- Donald, S.H. (2005). Little Friends: Children’s Film and Media Culture in New China, Lanham: Rowman and Littlefield.
- Donald, S.H., Anderson, T. and Spry, D. (eds) (2010). Youth, Society and Mobile Media in Asia.London: Routledge.
- Balnaves, M, Donald, J. and Donald, S.H. (2001). The Penguin Atlas of Media and Information, New York: Penguin USA.
- Balnaves,  M.,  Donald,  S.H.  and  Shoesmith,  B.  (2009). Media  Theories  and  Approaches:  A Global Perspective, London: Palgrave.
- Donald, S.H. Немає місця, як вдома: дитина-мігрант у світовому кіно , (Лондон: IB Tauris, 2018).
- Дональд, Ш., Е. Вілсон і С. Райт (ред.) Дитинство і нація в сучасному світовому кіно: кордони і зустрічі , (Лондон: Bloomsbury, 2017).
- Stephanie Hemelryk Donald, Eleonore Kofman, Catherine KevinBranding Cities: Cosmopolitanism, Parochialism, and Social Change (Нью-Йорк: Routledge Academic, 2009 (Hardback); 2012 (Paperback)).
- Tourism and the Branded City: Film and Identity on the Pacific Rim (New Directions in Tourism Analysis)  by Stephanie Hemelryk Donald